# 弗里蒙特 (加利福尼亞州優洛縣)
弗里蒙特（英語：Fremont）是位於美國加利福尼亞州優洛縣的一個非建制地區。該地的面積和人口皆未知。

## 地理
弗里蒙特的座標為38°40′36″N 121°38′06″W / 38.67667°N 121.63500°W，而該地的平均海拔高度為7米（即23英尺）。